# Ihr werdet euch noch wundern
Ihr werdet euch noch wundern ist ein französisch-deutscher Spielfilm von Alain Resnais aus dem Jahr 2012.

## Handlung
Marcellin überbringt den Schauspielern Pierre Arditi, Sabine Azéma, Anne Consigny, Lambert Wilson, Mathieu Amalric, Anny Duperey, Hippolyte Girardot, Jean-Noël Brouté, Gérard Lartigau, Michel Piccoli, Michel Robin, Jean-Chrétien Sibertin-Blanc und Michel Vuillermoz die Nachricht, dass Theaterautor Antoine d’Anthac überraschend verstorben ist. Er bittet sie, d’Anthacs letzten Wunsch zu erfüllen und sich zur Testamentseröffnung auf sein Landhaus zu begeben. Die Schauspieler treffen nach und nach auf dem Anwesen ein und werden vom Diener Marcellin begrüßt und später aufgefordert, in der Eingangshalle Platz zu nehmen. Es öffnet sich ein großer Bildschirm, auf dem d’Anthac erscheint. In der Aufnahme bedankt er sich bei den Darstellern, die zu unterschiedlichen Zeiten Rollen in seinem Stück Eurydice gespielt haben, so sind beispielsweise seine erste Eurydike, Sabine Azéma, und der erste Orpheus, Pierre Arditi, ebenso da wie die späteren Rolleninhaber Anne Consigny und Lambert Wilson. D’Anthac bittet die Darsteller, sich eine Stück-Inszenierung der jungen Theatergruppe Compagnie de la Colombe anzusehen und einzuschätzen, ob diese Inszenierung gelungen genug ist, um aufgeführt zu werden. Es folgt die Inszenierung des Stücks in vier Akten auf der Leinwand.
Im Stück treffen der Geiger Orpheus und die junge Schauspielerin Eurydike in einem Bahnhofscafé aufeinander und verlieben sich auf der Stelle. Orpheus weigert sich daher, mit seinem Vater abzureisen. Eurydike trennt sich von ihrem Freund Mathias, den sie nie geliebt hat und der sich vor den nächsten Zug wirft. Sie reist mit Orpheus nach Marseille, wo beide ein Hotelzimmer beziehen. Eurydike hat Zweifel an ihrer Beziehung, doch kann Orpheus sie beruhigen. Sie geht für das Abendessen einkaufen. Eurydikes Impresario Dulac erscheint und eröffnet Orpheus, dass Eurydike seit einem Jahr seine Geliebte sei, was er nicht glauben will. Kurz darauf erfährt Orpheus, dass Eurydike im Bus nach Toulon verunglückt ist, als ein Tanklaster in den Bus gerast ist. Eurydike war sofort tot. Mithilfe des ominösen Monsieur Henri kann Orpheus Eurydike wiedertreffen. Er darf sie jedoch bis zum Tagesanbruch nicht wiedersehen, vergisst sich in seiner Eifersucht auf Dulac jedoch und schaut sie an. Erst danach erfährt er, dass Dulac Eurydike mit einer Erpressung an sich gebunden hat. Er verfällt in Schwermut, trifft auf seinen Vater, mit dem er nun abreisen will, und sieht schließlich Monsieur Henri wieder, der ihm zunächst einzureden versucht, dass ihre Liebe sowieso nie Bestand gehabt hätte, da einer des anderen überdrüssig geworden wäre. Orpheus verneint heftig und akzeptiert schließlich seinen Tod, um für immer mit Eurydike vereint zu sein.
Während das Stück auf dem Bildschirm abläuft, fallen die Gäste immer intensiver in ihre Rollen von damals zurück, sprechen zunächst die Dialoge mit und finden sich schließlich teilweise im Szenenbild des Stücks wieder, beispielsweise am Bahnhof oder im Hotel. Gelegentlich laufen Szenen zwischen Azéma–Arditi und Consigny–Wilson nacheinander oder parallel zueinander ab. Am Ende ist das Stück vorbei und die Gäste befinden sich wieder auf ihren Plätzen. Marcellin hat jedoch eine Überraschung parat: Antoine d’Anthac erscheint. Er war nie tot, er hat sich vielmehr einen Test erlaubt, da er sehen wollte, ob sein Stück es noch immer wert sei, gespielt zu werden. Die Gäste sind erleichtert und begrüßen ihn erfreut. Kurze Zeit später ertränkt sich Antoine d’Anthac im nahen See. Die Zeitungen berichten über seinen Tod. Als die Gäste nach der Beisetzung vom Friedhof verschwunden sind, erscheint die Eurydike-Darstellerin der Compagnie de la Colombe und geht zu seinem Grab. Die Friedhofsszenerie und die Darstellung eines Theatergebäudes, in dem Eurydice aufgeführt wird, vermischen sich mit dem letzten Satz des Stücks: „Orpheus ist bei Eurydike, endlich.“

## Produktion

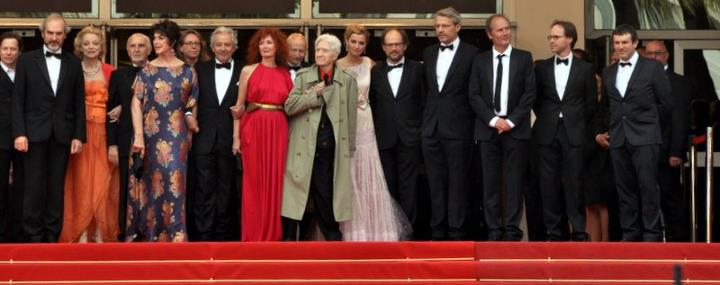
Die Darsteller von Ihr werdet euch noch wundern bei der Filmpremiere in Cannes

Ihr werdet euch noch wundern beruht vage auf Jean Anouilhs Stücken Eurydike (Theaterhandlung) und Cher Antoine oder Die verfehlte Liebe (Rahmenhandlung). Im Film gibt es jedoch keinen Hinweis auf eine Anouilh-Inszenierung; das Stück wird vielmehr als Antoine d’Anthacs Werk präsentiert. Die Kostüme schuf Jackie Budin, die Filmbauten stammen von Jacques Saulnier.
Der Film hatte am 21. Mai 2012 auf den Internationalen Filmfestspielen von Cannes Premiere. Am 26. September 2012 lief er in den französischen Kinos an, wo er von rund 112.000 Zuschauern gesehen wurde. In Deutschland kam der Film am 6. Juni 2013 in die Kinos und erschien im November 2013 auf DVD. Im deutschen Fernsehen lief er am 24. April 2014 im WDR.
Aufgrund seines Themas und der Ansammlung zahlreicher regelmäßiger Darsteller seiner Filme wurde Ihr werdet euch noch wundern gelegentlich als „Abschiedsfilm“ des Regisseurs dargestellt. Resnais entgegnete auf einer Pressekonferenz, dass, wenn er Ihr werdet euch noch wundern als filmisches Testament angesehen hätte, er nie den Mut und die Energie hätte aufbringen können, ihn zu drehen. Resnais starb im Mai 2014; nach diesem Film realisierte er noch den Spielfilm Aimer, boire et chanter.

## Synchronisation
| Rolle              | Darsteller         | Synchronsprecher   |
| ------------------ | ------------------ | ------------------ |
| Pierre Arditi      | Pierre Arditi      | Kaspar Eichel      |
| Marcellin          | Andrzej Seweryn    | Holger Mahlich     |
| Sabine Azéma       | Sabine Azéma       | Isabella Grothe    |
| Lambert Wilson     | Lambert Wilson     | Bernd Vollbrecht   |
| Anne Consigny      | Anne Consigny      | Christin Marquitan |
| Mathieu Amalric    | Mathieu Amalric    | Olaf Reichmann     |
| Anny Duperey       | Anny Duperey       | Marion Martienzen  |
| Michel Piccoli     | Michel Piccoli     | Eckart Dux         |
| Hippolyte Girardot | Hippolyte Girardot | Frank Röth         |
| Eurydice           | Vimala Pons        | Celine Fontanges   |
| Orpheus            | Sylvain Dieuaide   | Christian Stark    |
| Hotelpage          | Gabriel Dufay      | Benjamin Morik     |

## Kritik
Für den film-dienst war Ihr werdet euch noch wundern ein „brillanter Film von Alain Resnais über Nachbarschaften und Differenzen von Film und Theater.“ Die Zeit lobte den Film als „eine von Alain Resnais’ intellektuellsten und zugleich verspieltesten filmliterarischen Arbeiten überhaupt, mit behender Leichtigkeit in Szene gesetzt.“ Ihr werdet euch noch wundern sei „ein vielschichtiges Theater-im-Film-Drama, in dem sich verschiedene Realitäts- und Fiktionsebenen überlagern, der Film zur Realität, die Realität zum Film wird, und das Theater wiederum beiden die Dramaturgie vorgibt. Das ist komplex und anspruchsvoll“.
„Frankreichs Altmeister Alain Resnais zelebriert gediegene Schauspielkunst für Theaterliebhaber“, stellte Cinema fest. Der Spiegel konstatierte, dass der Film mitunter Längen habe und in der Logik „nicht immer leicht nachzuvollziehen“ sei – „Aber wer sagt denn überhaupt, dass es unkompliziert zugehen muss im Leben, in der Liebe oder im Kino“. „Oder wenn man langsam Abschied von dem einen wie dem anderen nehmen soll?“

## Auszeichnungen
Ihr werdet euch noch wundern lief auf den Internationalen Filmfestspielen von Cannes 2012 im Wettbewerb um die Goldene Palme.